# Chellala
Chellala (en arabe : شلالة) est une commune de la wilaya d'El Bayadh en Algérie.
Située dans les monts des Ksour, la commune abrite deux vieux ksour berbères : Chellala Dahrania et Chellala Gueblia.

## Géographie

### Situation
Le territoire de la commune de Chellala se situe à l'ouest de la wilaya d'El Bayadh, à 80 km d'Aïn Sefra sur la RN 47 en direction d'El Bayadh, dans les monts des Ksour.
|                          | El Mehara    |           |
| Assela (Wilaya de Naâma) | Chellala     | El Mehara |
|                          | Boussemghoun |           |

### Localités de la commune
La commune de Chellala est composée de neuf localités :
- Akerma
- Aïn Hachifat
- Bouaki
- Chellala Dahrania
- Chellala Gueblia
- Chellalil
- Hachifat
- Ouled Abdelkrim (en partie)
- Ouled El Ogbi

### Climat
Le climat à Chellala, est désertique froid. La classification de Köppen est de type BWk. La température moyenne est de 16.4 °C et la moyenne des précipitations annuelles ne dépasse pas 200 mm.
| Mois                              | jan. | fév. | mars | avril | mai  | juin | jui. | août | sep. | oct. | nov. | déc. | année |
| --------------------------------- | ---- | ---- | ---- | ----- | ---- | ---- | ---- | ---- | ---- | ---- | ---- | ---- | ----- |
| Température minimale moyenne (°C) | 1,5  | 2    | 4,67 | 7,9   | 12,1 | 17,5 | 21   | 20   | 15   | 10,8 | 5    | 2    | 17    |
| Température moyenne (°C)          | 6,4  | 8    | 10,8 | 15    | 18,8 | 24,8 | 28,7 | 27,9 | 22,5 | 16,3 | 10,9 | 6,7  | 16,4  |
| Température maximale moyenne (°C) | 11,3 | 14,1 | 16,9 | 22,1  | 25   | 32   | 36,5 | 35   | 29,8 | 21,9 | 16   | 11   |       |
| Précipitations (mm)               | 17   | 11   | 23   | 21    | 16   | 9    | 4    | 8    | 21   | 23   | 20   | 19   | 192   |

| Diagramme climatique                                  |         |            |           |          |         |         |       |          |            |       |       |
| J                                                     | F       | M          | A         | M        | J       | J       | A     | S        | O          | N     | D     |
| 11,31,517                                             | 14,1211 | 16,94,6723 | 22,17,921 | 2512,116 | 3217,59 | 36,5214 | 35208 | 29,81521 | 21,910,823 | 16520 | 11219 |
| Moyennes : • Temp. maxi et mini °C • Précipitation mm |         |            |           |          |         |         |       |          |            |       |       |

## Histoire

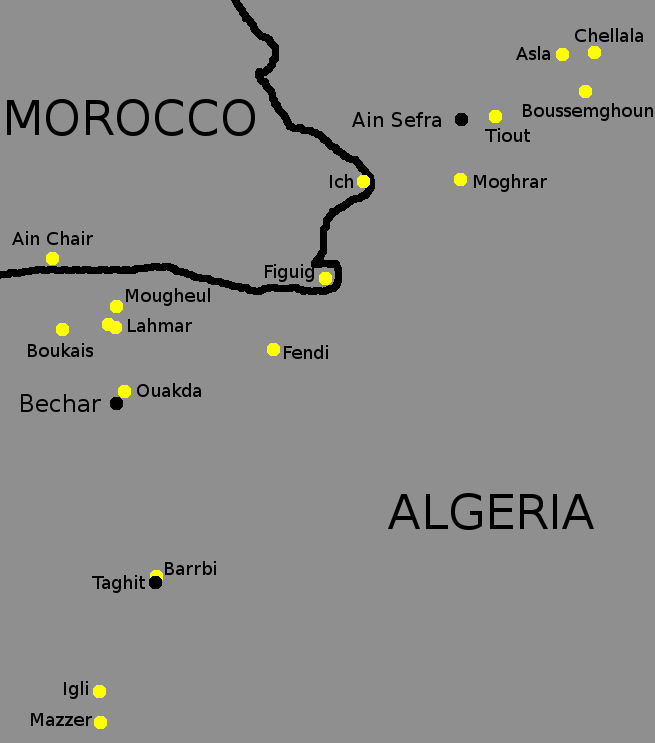
Ksour de l'Ouest algérien.

Selon la tradition orale, et des généalogies, le ksar de Chellala-Dahrania aurait été fondé vers 1180 par Moulay Youssef, un chérif idrisside.
L'un des fils du marabout Sidi ben Slimân ben Bousmâha (vers 1459-1539), Muhammad, épousera une fille d'ascendance chérifienne et s'installa dans le ksar. Son fils, Abd el-Qader Ben Mohammed dit Sidi Cheikh, sera le saint fondateur de la famille de noblesse religieuse des Ouled Sidi Cheikh. 
Chellala a été rattachée à la wilaya d'El Bayadh à l'issue du découpage administratif de 1985. Auparavant, elle dépendait de la wilaya de Saïda. Ce découpage administratif a été contesté par les habitants, car la commune qui appartient à l'espace ksourien, principalement intégré dans la wilaya de Naâma, a été séparé de son espace fonctionnel.

## Démographie
Selon le recensement général de la population et de l'habitat de 2008, la population de la commune de Chellala est évaluée à 3 929 habitants contre 3 745 en 1998.

## Société
La population des deux ksours demeurent berbérophones, leur dialecte appartient à l'ensemble des oasis berbérophones du Sud oranais.  
La société locale maintient sa structure sociale et sa petite agriculture méticuleuse.

## Patrimoine
La commune abrite deux ksour, de part et d'autre de l'oued el Atcahne : Chellala Dahrania situé au Nord, et Chellala Gueblia au Sud. Le ksar de Chellala Dhahrania a été classé au patrimoine culturel algérien.
Le ksar de Chellala Dhahrania est entouré d'un rempart constitué par les habitations elles-mêmes. Son plan a la forme approximativement d'un trapèze avec les rues principales partant en étoile à partir de la djemaa (la place de l'assemblée). Il abrite une vieille mosquée, l'école coranique attenante à la mosquée, la mahkama (palais de justice), la zaouïa Moulay Abdelkader Djillali, le maqam de Sidi Slimane, le hammam Masiria, et renferme des portes, des sources et des bassins.
Des restes de dinosaures sont signalés à Chellala.

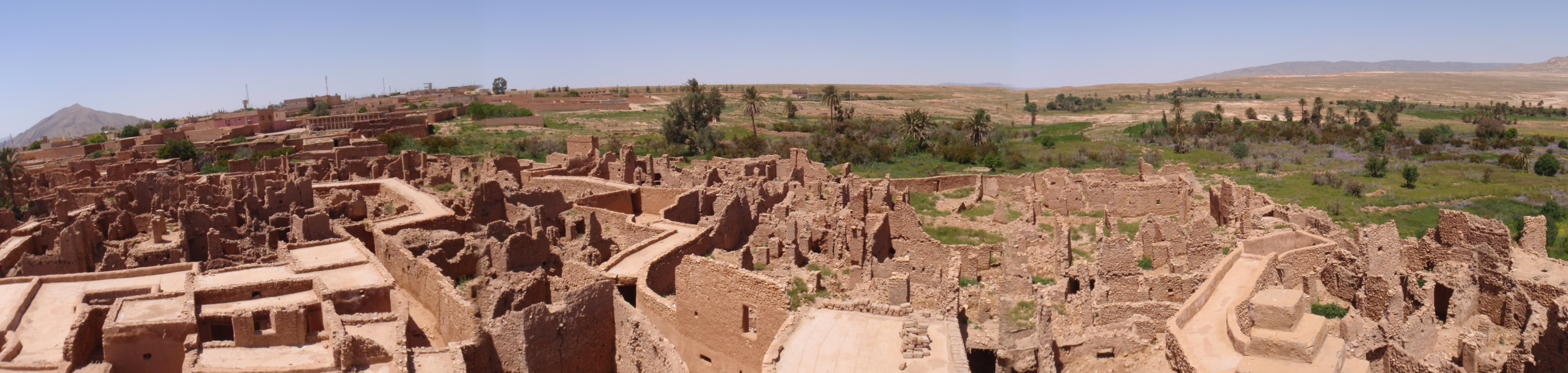
Le ksar en cours de restauration.